# Перси, Уильям (епископ)
Уильям Перси (англ. William Percy; 7 апреля 1428 — 26 апреля 1462) — английский церковный деятель, епископ Карлайла с 1452 года, канцлер Кембриджского университета в 1451—1456 годах. Как один из младших сыновей, он с раннего детства был предназначен для церковной карьеры. Уильям изучал богословие в Кембриджском университете, получив степень магистра медицины. Благодаря амбициям своей семьи, которая с конца 1440 года вела в Северо-Западной Англии борьбу за влияние с родом Невиллов, стал епископом, вероятно, чтобы Перси для успеха поддержки своих интересов могли получить авторитет и доходы Карлайлской епархии.
Во время войны Алой и Белой розы поддерживал Ланкастеров, но после их поражения в 1461 году в битве при Таутоне был вынужден подчиниться новому королю, Эдуарду IV, а также признать выделение ряда владений в Камберленде Невиллам. Впрочем, он умер уже в следующем году.

## Происхождение
Уильям происходил из аристократического рода Перси, представители которого занимали ведущие позиции в Северо-Восточной Англии. Его родоначальником был Жоселин де Лувен, младший сын графа Лувена и герцога Нижней Лотарингии Готфрида (Жоффруа) I Бородатого, происходившего из Лувенского дома, восходившего по женской линии к Каролингам. Жоселин перебрался в Англию после брака своей сестры, Аделизы Лувенской, с королём Генрихом I Боклерком и женился на Агнес де Перси, наследнице феодального барона Топклифа, благодаря чему их сын Ричард, принявший родовое прозвание матери, унаследовал владения первой креации рода Перси. Потомки Ричарда заняли ведущее место среди знати Северо-Восточной Англии, а свидетельством возросшей значимости рода стал тот факт, что Генри Перси, 4-й барон Перси, в 1377 году получил титул графа Нортумберленда. Генри поддержал смещение короля Ричарда II и возведение на английский престол Генриха IV Ланкастера, но позже его отношения с новым королём испортились. Наследник графа, Генри «Горячая Шпора», примкнул к восстанию против короля и был убит в битве при Шрусбери 21 июля 1403 года. Граф Нортумберленд не принимал непосредственного участия в битве, но почти не приходится сомневаться, что он участвовал в восстании. После короткого заключения он был прощён, но уже в мае 1405 года граф был вовлечён в ещё одно восстание. Его планы провалились и он был вынужден бежать в Шотландию, забрав с собой внука. Следующие годы ознаменовались для графа постоянными переездами и дальнейшими интригами. 19 февраля 1408 года он был убит в битве при Бремхем Мур. Его внук Генри оставался в Шотландии до вступления на престол Генриха V в 1413 году, после чего заявил о своих правах на титул деда. В его деле ему помогла тётка короля Джоан Бофорт, графиня Уэстморленд, устроившая женитьбу Генри на своей дочери Элеоноре Невилл. Генриху V было выгодно помириться с Перси, учитывая их обширные владения на севере Англии, и в 1416 году для Генри Перси был воссоздан титул графа Нортумберленда.
В браке у Генри Перси и Элеоноры Невилл родилось минимум 12 детей. Уильям был девятым по старшинству сыном. Основным наследником владений и титулов был его старший брат Генри Перси, после смерти отца ставший 3-м графом Нортумберлендом.

## Ранние годы
Уильям родился 7 апреля 1428 года в Леконфилде (Восточный райдинг Йоркшира). Как один из младших сыновей он с раннего детства был предназначен для церковной карьеры. Он изучал богословие в Кембриджском университете, где к 1451 году получил степень магистра медицины. При этом задолго до окончания обучения Уильям благодаря своему аристократическому положению стал приобретать бенефиции. Уже в 1436 году он стал каноником Йоркского собора и получил пребенду в Риккале. В дополнение Уильям получил в 1438 году пребенду в Солсберийском соборе, а в 1442 — в Линкольнском соборе. При этом Перси, судя по всему, достаточно серьёзно относился к своей учёбе, о чём свидетельствует тот факт, что уже в 1451 году он стал канцлером Кембриджского университета, занимая эту должность до 1456 года.

## Епископ
В 1452 году Уильям был избран епископом Карлайла. Поскольку к тому моменту ему было всего 24 года и он не достиг канонического возраста, для занятия должности ему потребовалось папское разрешение, которое было дано 30 августа. Церковные доходы от епархии Уильям начал получать с 24 октября, а его рукоположение епископ Даремский провёл 16 ноября.
Своим избранием Уильям был обязан амбициям своей семьи, которая с конца 1440 года вела в Северо-Западной Англии борьбу за влияние с родом Невиллов. Очевидно, что Перси считали необходимым получить авторитет и доходы с Карлайлской епархии для успеха поддержки своих интересов. Возможно, что одной из целей продвижения Уильяма была надежда на то, что он сможет выступать в качестве миротворца в этом регионе, однако новый епископ не сделал ничего, чтобы примирить своего отца, а также старших братьев (Генри Перси, барона Пойнингса и Томаса Перси, барона Эгремона) с Невиллами, противостояние которых в 1453—1454 годах вылилось в настоящую феодальную войну. Судя по всему, Уильям в этом конфликте принял сторону братьев, поддерживая их при дворе против Ричарда, герцога Йоркского, и Невиллов.
В декабре 1453 года Уильям присутствовал в Вестминстере. Позже он несколько раз вызывался в парламент и на заседания большого совета. 7 марта 1455 года он был в Гринвиче, когда Ричард Невилл, граф Солсбери был смещён с поста канцлера. 10 дней спустя, 22 мая, Уильям был единственным епископом в окружении короля Генриха VI во время первой битвы при Сент-Олбансе. В ней был убит его отец, а у него самого впоследствии отняли всё имущество, лошадей и даже ризу. Ему оставили только епископский стихарь, в котором Уильям пешком бежал, скорее всего, до принадлежавшего его семье поместья Айлхем в Кембриджшире. После деморализующего опыта Уильям удалился в свою епархию. В остальных сражениях войны Алой и Белой розы он не участвовал.
Хотя не существует прямых доказательств, вполне вероятно, что, как и его предшественники, епископ внёс свой вклад в поддержание и украшение Карлайлского собора. Возможно, именно Уильям выделял на эти цели в начале 1453 и в следующем году денежные средства. Кроме того, возможно, именно в его епископате были созданы некоторые деревянные изделия в хорах. Так на ширме, отделяющей хоры от прохода, вырезаны гербы Уильяма и графа Солсбери.
Реестры Уильяма были утрачены, поэтому известий о его деятельности в епископате сохранилось мало. В 1457 году Уильям сдавал многоквартирный дом в Кардью. Кроме того, сохранились свидетельства о заключении им ряда бессрочных договоров аренды. А незадолго до апреля 1459 года епископ вмешался в спор между Фаунтинским аббатством и викарием Кростуэйта.
Уильям продолжал принимать участие в некоторых государственных делах. 11 декабря 1459 года он был в парламенте в Ковентри, где собрались убеждённые роялисты. Там он был среди лордов, которые принесли присягу верности Генриху VI и принцу Уэльскому Эдуарду, как его преемнику. 20 января 1461 года епископ в качестве одного из лидеров партии Ланкастеров присутствовал в Йорке, поклявшись убедить Генриха VI ратифицировать соглашение, которое его жена, королева Маргарита Анжуйская, заключила с Шотландией.

## Последние годы
После того как Ланкастеры потерпели сокрушительное поражение 29 марта 1461 года в битве при Таутоне, новый английский король Эдуард IV, похоже, не считал епископа опасным. Хотя у Уильяма было мало оснований сохранять лояльность к Йоркам и Невиллам, поскольку кроме отца в войне погибли и двое его братьев — в 1460 и 1461 годах, он признал новый режим. 23 мая 1461 года Эдуард IV вызвал епископа на первый созванный им парламент. 8 декабря Уильям получил в аренду на 7 лет поместье Айлхем, отошедшее к короне после гибели Генри Перси, 3-го графа Нортумберленда.  Он согласился с выделением грантов в Камберленде Джону Невиллу, барону Монтегю, младшему брату графа Уорика, и сэру Ричарду Салкельду, получившего должность констебля Карлайлского замка и ставшего главной опорой Йорков в регионе. Кроме того, Монтегю стал распорядителем епископских земель. Судя по всему, Уильям понял, что у него нет иного выхода, кроме как подчиниться Невиллам в своей епархии.
Впрочем, Уильяму пришлось не очень долго терпеть унижение. Он умер 26 апреля 1462 года. Где именно он был похоронен, неизвестно.